# اتحاد المطارنة الكاثوليك في الولايات المتحدة
اتحاد المطارنة الكاثوليك في الولايات المتحدة اتحاد للمطارنة الكاثوليك و رؤساء الكنيسة الكاثوليكية في الولايات المتحدة. تأسس سنة 1966 لدعم الكنيسة الكاثوليكية في الولايات المتحدة.